# Crittografia nella seconda guerra mondiale
La crittografia nella seconda guerra mondiale riguarda i mezzi e i metodi, adottati dalle principali potenze che presero parte al secondo conflitto mondiale, in grado di impossibilitare i propri nemici a decifrare, e quindi comprendere, i propri messaggi. Nel contempo, diverse tecniche furono adottate dalle stesse per poter leggere le trasmissioni del proprio nemico, fondamentali per operare nel conflitto stesso, a proprio vantaggio.

## Germania

### B-Dienst e E-Dienst
Il Beobachtungs-Dienst (B-Dienst, Servizio d'Osservazione), in unione con l'Entzifferungs-Dienst (E-Dienst, Servizio di Crittoanalisi), monitorò costantemente il traffico di dati britannico. I tedeschi intercettarono e decodificarono i messaggi britannici, scoprendo l'intenzione degli inglesi di occupare Narvik e furono in grado di inviare una forza-esca per distrarre i britannici fino a quando le loro stesse truppe d'occupazione non fossero sbarcate. Tuttavia vi furono implicazioni più serie. L'incrociatore tedesco Atlantis catturò tre vascelli britannici, il City of Baghdad, il Benarty e, l'11 novembre 1940, l'Automedon, dai quali ottennero i codici delle trasmissioni usati dai mercantili. Con queste conoscenze i loro U-Boot poterono intercettare ed affondare le navi di rifornimenti, vitali per gli inglesi.
Il B-Dienst sfruttò alcune compagnie di assicurazione marittime statunitensi, le quali condivisero informazioni con le loro controparti europee. Esse regolarmente inviavano le rotte e i manifesti delle navi ai loro uomini in Svizzera. Gli svizzeri giravano queste informazioni ai colleghi assicuratori tedeschi, consegnando, di fatto, al Reich ogni dettaglio sulle navi che solcavano l'Atlantico.
Durante la campagna del Nordafrica, il B-Dienst forniva inoltre a Rommel le informazioni sui piani del nemico britannico mentre l'E-Dienst intercettò un rapporto americano contenente tutte le informazioni riguardanti l'esercito inglese in Africa.

### Cifratrice Lorenz
La Cifratrice Lorenz, chiamata anche Lorenz SZ40/40 e dai britannici "Tunny" ("Tonno"), fu un'integrazione della cifratrice Enigma, quindi una macchina più complessa con un codice più difficile da decifrare, e fu impiegata come telescrivente per trasmissioni coperte da segreto, verso la seconda metà della guerra. John Tiltman e William Thomas Tutte riuscirono in poco tempo a comprendere i meccanismi e le componenti della cifratrice ma fu solo con l'ausilio del primo computer programmabile, Colossus, che gli Alleati riuscirono a leggere i messaggi tedeschi.

## Giappone
Nel 1932, il Giappone introdusse un codice di alto livello designato "RED", impiegato per il traffico tra Consolati e successivamente decodificato dagli americani. In seguito, dopo aver ottenuto una macchina Enigma dai tedeschi, decisero di usare lo stesso principio di codifica per le loro trasmissioni. Invece di utilizzare rotori azionati dalla pressione dei tasti della macchina, essi impiegarono i commutatori elettromeccanici di Strowger. Un elettromagnete, attivando un meccanismo con ancoretta magnetica e cricchetto, causava una rotazione che passava sopra al banco dei contatti elettrici. La macchina, anche se costruita differentemente, era equivalente ad un'Enigma a quattro rotori con tastiere elettriche su entrambi i lati. Un messaggio veniva scritto da una parte e stampato, dall'altra, codificato. Anche se questi meccanismi eliminavano alcuni errori nella copiatura del codice cifrato, il peso dei Relè e delle tastiere rendeva tali macchine meno trasportabili della controparte tedesca. Questa macchina giapponese fu chiamata "97-shiki o-bun in-ji-ki" ("macchina da scrivere alfabetica", dove il numero "97" sta ad indicare l'anno 2597, il 1939 nel calendario gregoriano) o informalmente "J". Il codice cifrato di J fu chiamato dagli americani "PURPLE".

## Regno Unito

### Situazione iniziale
Durante la prima guerra mondiale la crittoanalisi britannica era affidata al Naval Intelligence, nella Room 40, nella sede dell'Ammiragliato. In seguito, nel 1920, il compito della crittoanalisi venne trasferito dalla Royal Navy al Foreign Office.
Inizialmente non vi era molta speranza di poter decifrare il codice tedesco Enigma nonostante i ripetuti tentativi. In particolare, il cablaggio del rotore era sconosciuto, finché, il 25 luglio 1939, i polacchi non consegnarono agli inglesi una replica della macchina Enigma, in un incontro segreto presso Pyry, un borgo meridionale di Varsavia.
In agosto, le operazioni di crittoanalisi furono trasferite a Bletchley Park, a circa 60 km da Londra, la cui designazione ufficiale era "Stazion X", la "Decima Stazione". Essa fu rinominata "Government Code and Cypher School" (GC&CS), sotto la direzione del comandante Alastair Denniston, Royal Navy. Maestri di scacchi, matematici, professori e linguisti furono reclutati da tutta la Gran Bretagna, tra cui vi fu anche Ian Fleming, padre di James Bond.

### Rilevatori di trasmissioni
I segnali radio sono molto forti se l'antenna di ricezione è puntata verso quella di trasmissione, mentre diminuiscono se l'antenna è via via più angolata rispetto alla stazione emittente. Esistono delle antenne denominate "direttive", perché capaci di esaltare i segnali che pervengono da una direzione molto ristretta, annullando invece quelli laterali, che consentono di determinare con grande precisione la direzione di emissione del segnale radio. Due stazioni riceventi lontane l'una dall'altra, magari una a terra ed una su una nave o entrambe a terra o su nave, quindi, consentono di individuare in modo preciso (per triangolazione) la posizione geografica della stazione radio emittente, anche se essa è situata in mare; consentendo di calcolare anche le velocità della nave.
Questa tecnica fu usata dai britannici per localizzare la posizione dei trasmettitori radio terrestri tedeschi. I britannici dalle loro stazioni potevano così ricevere ampiamente i messaggi che le truppe tedesche si inviavano tra loro, identificando, su una mappa dei territori controllati dal nemico, le posizioni delle varie stazioni. Per diverso tempo gli inglesi ascoltarono i messaggi tedeschi, non potendo però decifrare alcun messaggio codificato. Non tutti i messaggi però erano in codice; molti di essi erano "chiacchiere" tra operatori, i quali verificavano che le loro stazioni potessero operare correttamente. Il codice cifrato era sempre preceduto da un preambolo non codificato per identificare la stazione di trasmissione, quella di ricezione, la data e l'ora.

### La codifica di Enigma
Tra gli uomini che lavorarono alla codifica di Enigma vi furono Gordon Welchman e Alan Turing, padre della macchina di Turing e del test di Turing. Anche se Welchman si supponeva avesse lavorato sull'analisi di traffico, egli idealmente cominciò a pensare a come il traffico di dati di Enigma potesse essere decodificato. Dalla considerazione delle "sotto-chiavi" doppiamente codificate usate da tedeschi, Welchman ideò un metodo per eliminare qualcuna delle possibili chiavi. Una serie di lamine sarebbero state perforate con dei buchi su posizioni specifiche e poi impilate. Una luce passante attraverso i buchi in una o più posizioni potrebbe indicare le possibili chiavi. Quando propose il suo progetto, fu sorpreso di scoprire che il suo metodo era già in uso. Esso era già stato inventato dal polacco Henryk Zygalski.
Le chiavi possibili suggerite da questo metodo furono testate in seguito su "bombes", una macchina polacca. Durante la "strana guerra", con i francesi ancorati sulla linea Maginot per sette mesi, i britannici cominciarono a decodificare qualche messaggio tedesco. Quando Hitler invase la Danimarca e la Norvegia, il 9 aprile 1940, molto del traffico dati tedesco era già in codifica.

#### "Cillies" e "kisses"
Nel 1940, i britannici svilupparono una serie di tecniche di codifica. Una dei primi si basa sugli operatori tedeschi, i quali usavano alcune sequenze di lettere facilmente ricordabili come posizioni iniziali dei rotori. Esse furono identificate come "Cillies", dopo che un operatore frequentemente usò la parola "Cilly", il nome della sua fidanzata. Un altro metodo di codifica fu la tecnica "Banburismus", ideata da Turing e chiamata così in onore di Banbury, dove le schede venivano stampate. Esso indicava solo il possibile settaggio del rotore, che veniva poi inviato a "bombes". Questo metodo era una rifinitura dei dischi bucati di Zygalski, il quale però cercava messaggi con posizioni vicine nel rotore. Un'altra tecnica ancora fu l'"Herivel Tips", in onore di John Herivel. Essa si affida su operatori tedeschi pigri che non resettano il settaggio all'inizio di una nuova trasmissione. Due identici messaggi in chiavi differenti furono definiti "baci" ("kisses"). Confrontando i due messaggi, si poteva ottenere una base sul settaggio delle macchine.

### Le informazioni "Ultra"
In maggio, durante l'invasione di Francia, i britannici erano in grado di leggere la maggior parte dei messaggi della Luftwaffe. Queste informazioni, denominate "Ultra", una volta decrittate, venivano inviate alle più importanti autorità del Governo, la più eminente delle quali era Winston Churchill. Gli Alleati però non usarono molto queste informazioni dato che non avevano ancora la possibilità di contrastare le forze tedesche. Le conoscenze ottenute dall'analisi delle informazioni Ultra permisero di pianificare attentamente l'evacuazione di Dunkerque. Le informazioni erano trattate con la massima riservatezza (il nome "Ultra" non fu mai menzionato) e l'attenzione alla credibilità, generalmente infatti, prima di procedere alla comunicazione al Comando, le informazioni dovevano essere confermate da più fonti diverse.

#### Knickebein, il primo successo di Ultra
Il 12 giugno 1940, gli uomini di Bletchley Park decodificarono un messaggio della Luftwaffe:

KNICKEBEIN KLEVE IST AUF PUNKT FUNF DREI GRAD ZWEI VIER MINUTEN NORD UND EINS GRAD WEST EINGERICHTET

ovvero

FASCIO GAMBA-PIEGATA DI KLEVE È DIRETTO SUL PUNTO CON COORDINATE 53 GRADI 24 PRIMI NORD E 1 GRADO OVEST

Al messaggio non fu aggiunta alcuna chiave di Enigma; ogni carattere era chiaro.
Dopo aver udito una conversazione tra due prigionieri tedeschi, i quali discutevano del nuovo utilizzo di un fascio di onde radio in grado di guidare i bombardieri sui loro obiettivi, i tecnici di Bletchley Park informarono il Comando. Gli esperti erano scettici riguardo a questa possibilità, infatti ai piloti della RAF era sufficiente usare le stelle per trovare la rotta anche se capitava, soprattutto con un tempo sfavorevole, che i piloti perdessero la rotta sopra la Germania e di conseguenza perdessero i loro obiettivi. Churchill insistette comunque perché fosse trovata la lunghezza d'onda e l'eventuale fascio di onde radio di cui i tedeschi parlavano. Un aereo britannico equipaggiato con strumenti di rilevazione, per l'epoca molto sensibili, localizzò questo fascio d'onde radio, il quale "passava" esattamente sopra la fabbrica di motori aeronautici della Rolls-Royce Limited a Derby, obiettivo per questo motivo del nemico. Questo fu il primo successo di Ultra. In breve furono sviluppate delle contromisure per interferire con i segnali tedeschi, attraverso macchinari diatermici di fortuna, presi in prestito dagli ospedali locali.
Ultra rivelò l'esistenza di questo "Knickbein", un sistema che usa due fasci di Lorentz. Il primo segnale radio partiva da Kleve, la cittadina più occidentale della Germania, ed era usato come guida per i bombardieri tedeschi mentre il secondo fascio partiva da Bredstedt, vicino al confine tedesco con la Danimarca. Il secondo fascio incrociava il primo proprio sopra l'obiettivo dei bombardieri, i quali non appena intercettavano il secondo segnale sganciavano il loro carico distruttivo. Dai resti dei bombardieri tedeschi abbattuti si poté capire che il fascio d'onde aveva una frequenza di 30 MHz. L'unico dispositivo dell'epoca in grado di identificare questo segnale era la radio americana Hallicrafters S-27. Usando questa radio i britannici scovarono il segnale nemico che incrociava sopra la Gran Bretagna.

#### Sicurezza
Fu ben presto compresa la vitale importanza di Ultra per gli Alleati. Tuttavia, non appena i tedeschi si fossero resi conto che i loro messaggi erano decifrabili dal nemico, avrebbero cambiato immediatamente le chiavi di codifica e se possibile avrebbero sostituito Enigma con dispositivi più complessi. L'unico modo per scongiurare ciò era impedire ai tedeschi di codificare i messaggi alleati. Frederick William Winterbotham creò, con la SLU (Special Liaison Units, Unità Speciali di Collegamento), piccole unità di ufficiali addestrati nell'utilizzo del sistema Ultra. Non volendo rischiare che le proprie trasmissioni fossero intercettate e decodificate dai tedeschi, le comunicazioni erano in un primo momento tamponate fino all'impiego della macchina di codifica tipo X della RAF. La macchina tedesca Enigma fu approfonditamente argomento della letteratura moderna ma vi fu una scarsità di informazione sulle macchine crittografiche alleate. Presumibilmente esse furono molto simili a Enigma stessa ma impieganti un numero maggiore di rotori e una fase di sequenze di codifica più complicata. Gli Alleati, dal canto loro, avevano il vantaggio di conoscere le debolezze del sistema crittografico tedesco.
In termini di sicurezza furono istituite delle linee guida:
1. il numero di persone a cui era concesso conoscere Ultra era ristretto
2. gli ufficiali della SLU consegnavano personalmente i messaggi al Comando e distruggevano i messaggi stessi dopo la loro lettura
3. i messaggi di Ultra non potevano essere trasmessi o ripetuti
4. Ultra non poteva essere usato in alcun modo che potesse permettere al nemico di confermarne l'esistenza
5. nessun destinatario di Ultra poteva essere locato in luoghi dove potesse essere catturato

Queste regole furono rispettate strenuamente anche se vi fu qualche problema nel corso della guerra. Con la diffusione del conflitto a livello mondiale, gli agenti della SLU furono inviati in ogni parte del globo ma nemmeno una volta Ultra venne compromesso.

#### Cattura dei rotori della Kriegsmarine
Anche se i britannici leggevano i messaggi della Luftwaffe, in particolare quelli degli Fliegerverbindungoffiziere, o "Flivos", gli ufficiali di collegamento responsabili del coordinamento tra le operazioni di terra e di aria, tutte le fondamentali trasmissioni della Kriegsmarine, chiamate "Dolphin" ("Delfino"), erano ancora un mistero. L'U-33, in missione per seminare mine nel Firth of Clyde il 12 febbraio 1940, fu colpito da cariche di profondità, sganciata dal dragamine HMS Gleaner, e costretto a risalire in superficie. I rotori di Enigma furono consegnati a diversi membri dell'equipaggio perché fossero gettati in mare durante l'abbandono del sommergibile. Nella foga del momento uno degli uomini si dimenticò di gettare via i codici e i britannici trovarono tre rotori quando perquisirono i superstiti.
Otto rotori, numerati da I a VIII, erano usati dalle macchine Enigma ma tre di essi, il VI, il VII e l'VIII erano usati esclusivamente dalla Kriegsmarine. Il VI e il VII furono recuperati dall'U-33 ma senza il rotore VIII i britannici non potevano decifrare i messaggi nemici. Apparentemente essi risolsero il problema o entrarono in possesso del rotore mancante, anche se il modo in cui lo fecero rimane un mistero. La Kriegsmarine usò gli stessi rotori delle Enigma dell'esercito fino al 1º febbraio 1941, quando fu aggiunto un quarto rotore. Su insistenza di Dönitz venne modificato quest'ultimo con un rullo più sottile. Vi erano inoltre due rotori extra chiamati "beta" e "gamma", e il quarto rotore non ruotava automaticamente ma doveva essere settato in una delle ventisei posizioni possibili, una delle quali (Posizione "A") convertiva la macchina in modalità standard, in modo da permettere di inviare e ricevere messaggi dalle Enigma standard, oltre da quelle della Marina. I britannici soprannominarono queste ultime trasmissioni "Shark" ("Squalo") e impiegarono un anno per poter decifrare i messaggi. Alla fine dell'anno, fu identificato il cablaggio delle ruote di questo modello più sofisticato di Enigma, confrontando i duplicati dei messaggi inviati nei due sistemi diversi.

#### L'U-110
Venerdì 9 maggio 1941, l'U-110 silurò le navi cargo alleate Esmond e Bengore. Il gruppo di scorta sganciò, per risposta, bombe di profondità sul sottomarino, che fu costretto così a riemergere. Il comandante del cacciatorpediniere Bulldog quasi fece speronare il sottomarino ma fece fermare i motori quando comprese di poter catturare l'U-Boot intatto. Le cariche di autodistruzione piazzate dall'equipaggio del sottomarino non esplosero e i britannici poterono così salire a bordo. L'operatore radio del sommergibile indottrinato a credere che il codice di Enigma fosse indecifrabile anche se catturato e credendo che il sottomarino sarebbe affondato, non fece nulla per distruggere la macchina Enigma stessa e le sue chiavi. I britannici così entrarono in possesso di tutto, la versione di Enigma in possesso alla Marina tedesca, i rotori, le chiavi di lettura e i grafici delle posizioni. Il sottomarino affondò il giorno dopo mentre la Royal Navy tentava di rimorchiarlo fino alla costa britannica. A Dönitz ciò apparve come se l'U-110 fosse svanito nel nulla e non vi erano perciò motivi di credere che i codici della Kriegsmarine non fossero al sicuro. I britannici però incontrarono un altro problema, ovvero il sistema di coordinate usato dai tedeschi era diverso e sconosciuto. Usando ogni risorsa, ne uscirono con il "giardinaggio", una tecnica usata anche per disseminare mine nel Mare del Nord. I messaggi d'avviso tedeschi, riguardanti la posizione delle mine nemiche, usavano lo stesso sistema di griglia. Con queste informazioni e sapendo dove la Royal Navy aveva disseminato le mine, il sistema di coordinate tedesco poté essere compreso e con l'uso delle chiavi di lettura i britannici poterono localizzare e affondare i cargo di rifornimento per gli U-Boot nel sud dell'Atlantico. Verso l'inverno 1940-1941, il Regno Unito era prossimo alla sconfitta e la conoscenza di ogni dettaglio dei piani tedeschi non era sufficiente. Ultra era stata molto utile nella battaglia d'Inghilterra ma vi erano altri gravi problemi. Le linee di rifornimento vitali erano sempre più in pericolo e gli Stati Uniti ignoravano tutta questa faccenda.

#### Nordafrica
Nel periodo precedente la guerra, gli italiani erano barricati in Libia con 200 000 uomini. Il 10 giugno 1940, l'Italia dichiarò guerra al Regno Unito e in settembre invase l'Egitto. Il generale Archibald Wavell, Comandante in Capo delle forze britanniche nel Medio Oriente, si trovava a corto di risorse e costretto alla difensiva dopo l'avanzata italiana. In ogni caso, in dicembre, i britannici ripresero il controllo totale dell'Egitto e fecero 130 000 prigionieri tra i soldati italiani.
Nel febbraio 1941, Wavell fu informato in anticipo da Ultra dell'arrivo in Libia del feldmaresciallo Erwin Rommel e anche se conosceva in anticipo ogni mossa dei tedeschi, non le interpretò correttamente e Rommel respinse i britannici di nuovo in Egitto. I britannici però avevano dalla loro parte un'arma segreta di cui Rommel non conosceva l'esistenza, ovvero Ultra stessa, che informava gli inglesi di ogni dettaglio dei piani tedeschi, con i quali ribaltarono le sorti della guerra.

#### L'affondamento della Bismarck
Nel gennaio 1941, gli incrociatori da battaglia tedeschi Scharnhorst e Gneisenau riuscirono a sfuggire ai britannici, raggiungendo l'oceano Atlantico. La crescente attività radio della Luftwaffe intercettata dagli inglesi era indice di un'inusuale attività e le foto aeree di ricognizione scovarono la nave da battaglia Bismarck e l'incrociatore pesante Prinz Eugen mentre stavano per lasciare il loro porto diretti verso l'oceano. Il 23 maggio 1941, la Bismarck fu individuata dagli incrociatori HMS Hood e HMS Prince of Wales con i quali si scontrò il giorno successivo, affondando lo Hood (3 sopravvissuti soltanto su un totale di 1400 uomini d'equipaggio). Dopo aver perso il contatto con la nave tedesca, i britannici presumettero che si stesse dirigendo verso la Norvegia o l'Atlantico e un gran numero di navi furono inviate in mare aperto nella sua ricerca. Non sapendo che i britannici l'avevano persa, l'ammiraglio Lütjens, convinto che gli inglesi conoscessero la sua posizione, inviò un messaggio codificato al suo Comando affermando che si sarebbe diretto in Francia per fare rifornimento di carburante. Il codice con cui il messaggio era cifrato non era ancora stato decodificato dagli inglesi ma la lunghezza della trasmissione consentì ai radar di individuare la direzione da cui proveniva il segnale. Una regola fondamentale nell'invio di un messaggio codificato è di non inviare mai lo stesso testo con due diverse cifrature perché se una delle due è conosciuta dal nemico può essere decifrata anche l'altra. Come risposta ad un'indagine del Capo dello Staff della Luftwaffe, il generale Hans Jeschonnek che aveva un parente a bordo della nave, il messaggio fu ripetuto con la cifratura dell'aviazione tedesca, che i britannici potevano leggere. Ciò permise agli inglesi di identificare l'esatta posizione della Bismarck, ovvero a circa 1 000 km a ovest di Brest. La nave fu attaccata da un aereo della portaerei HMS Ark Royal che danneggiò un'elica e il timone, riducendola a passo d'uomo e ad un movimento circolare. Attaccata in seguito da varie navi britanniche, il suo stesso equipaggio l'affondò il 27 maggio.
Uno degli ultimi messaggi dalla Bismarck fu:

KRKRX FLOTT ENCHE FANAN OKMM XXTOR PEDOT REFFE RACHT ERAUS XSCHI FFMAN OEVRI ERUNF AEHIG XWIRK AEMPF ENBIS ZURLE TZTEN GRANA TEXES LEBED ERFUE HRERX

ovvero

Comandante in Capo della Flotta al Quartier Generale della Marina: Siluro ci ha colpito a dritta. Nave non manovrabile. Combatteremo fino all'ultimo colpo. Lunga vita al Führer.

I messaggi Enigma erano separati in gruppi da cinque lettere. "KR" (Kriegstelegram, telegramma di guerra), ripetuto due volte all'inizio, indicava che il messaggio era prioritario. "AN" (a) o "VON" (da) spesso erano ripetute due volte e "ANAN OKMM" significava "al Comando Navale" (Oberkommando des Marine). La "X" era un "punto", "XX" erano i "due punti" mentre "Y" era la "virgola". Le "X" erano sparpagliate anche a caso per rendere più complessa la decifrazione da parte del nemico.

#### Operazione Barbarossa
Grazie ad Ultra, gli Alleati erano a conoscenza dell'operazione Barbarossa e dei piani di Hitler ancor prima dell'inizio della campagna tedesca stessa in Unione Sovietica. Stalin fu informato di ciò dai britannici che però non rivelarono la loro fonte per paura che i tedeschi scoprissero che i loro codici erano costantemente violati. Stalin, forse ritenendo che gli inglesi stessero tentando di creare attrito tra Germania e Russia, ignorò l'avvertimento anche se doveva aver ricevuto lo stesso allarme anche da altre fonti.

### Typex
La macchina Typex fu il prodotto di tre anni di lavoro che portarono alla realizzazione di una macchina crittografica britannica simile a Enigma, con alcune varianti, che per questo fu definita la "Enigma della RAF", o comunemente Typex. Questa macchina ebbe un tale successo che fu impiegata anche da alcuni paesi del Commonwealth, come Canada e Nuova Zelanda. Durante la guerra furono prodotte circa 12 000 macchine e furono impiegate fino agli anni '70.

## Stati Uniti d'America
Prima della Grande Guerra, gli Stati Uniti monitoravano e decodificavano i messaggi tra i diplomatici stranieri in America e i rispettivi Paesi di appartenenza. Durante la guerra il Giappone era allineato con gli USA e la Gran Bretagna e alla conclusione del conflitto le Potenze alleate insistettero per una riduzione della forza militare giapponese, conoscendo la sua potenza dopo aver decifrato i loro messaggi. Questa decisione ebbe pesanti effetti negativi per il Giappone all'inizio della seconda guerra mondiale.
Nel maggio 1929 Henry Stimson, il nuovo Segretario di Stato degli Stati Uniti d'America, dichiarò "i gentiluomini non leggono la posta altrui" e chiuse la "Black Chamber" (un termine generico per definire le operazioni di crittoanalisi), guidata da Herbert Yardley. Fortunatamente la sua funzione venne trasferita al Signal Intelligence Service sotto la direzione di William Friedman e la codifica dei messaggi stranieri continuò come se niente fosse accaduto. Friedman e il suo subordinato, Frank Rowlett, ebbero il merito di aver decifrato i codici giapponesi.

### Codice PURPLE
I giapponesi, più cerimoniosi dei tedeschi, spesso cominciavano i messaggi con frasi tipo "Ho l'onore di informare Vostra Eccellenza...". La corrispondenza tra queste lettere nel codice cifrato e il corrispondente messaggio originale permisero agli americani di creare un appiglio per decifrare il codice nipponico, PURPLE. Diversi errori, come gli errori degli operatori, la trasmissione degli stessi esatti messaggi nel cifrario RED (già decodificato dagli statunitensi) e nel cifrario PURPLE e l'uso delle stesse chiavi di lettura per un mese, scambiandole ogni dieci giorni, permisero agli americani di scoprire il cablaggio dei rotori e di costruire una macchina analoga a quella giapponese.
William Friedman per decifrare PURPLE seguì la stessa linea analitica che seguirono i polacchi per decifrare il codice Enigma, ma in modo indipendente. Egli decise di costruire una macchina analoga a PURPLE usando dei Relè trovati nel magazzino degli attrezzi del centralino telefonico. La prima trasmissione decifrata con successo fu inviata a Washington nell'agosto 1940. Gli americani potevano ora leggere i messaggi codificati dei diplomatici giapponesi ma incapparono in un problema di tipo legale. La Sezione 605 del Federal Communications Act (Atto di Comunicazione Federale) del 1934 proibiva l'intercettazione dei messaggi tra gli Stati Uniti e gli altri Paesi. La maggior parte dei messaggi giapponesi, poi, venivano trasmessi via cavo (e non via onde radio) e le compagnie addette americane inizialmente si rifiutarono di consegnare le trasmissioni.

### Magic
Il termine inglese Magic ("Magia"/"Incanto") stava ad indicare le operazioni di decodifica dei codici cifrati giapponesi, i quali includevano:
- RED - sostituito da PURPLE nel 1939
- PURPLE - un livello di codifica alto usato dalle ambasciate
- TSU (J-19) - un codice base usato dai consolati
- OITE (PA-K2) - un altro codice base usato dai consolati
- JN-25 - Il codice della Marina imperiale giapponese, decifrato nel 1942
- BAKER 9 - Sostituì JN-25 nel maggio 1942

Vi erano altri dieci codici usati dai giapponesi ma di nessuna rilevanza strategica.
Dopo aver decifrato i messaggi, gli americani inviavano la trasmissione a Washington. Presumibilmente se i giapponesi avessero monitorato le attività statunitensi e avessero scoperto che gli americani leggevano i loro messaggi, avrebbero sicuramente cambiato i loro codici. In qualche modo, i tedeschi vennero a conoscenza che gli americani avevano decifrato i codici di cifratura giapponesi e avevano avvisato Tokyo che, inspiegabilmente, non modificò i codici.

### Pearl Harbor
Alla fine del 1941, gli americani regolarmente leggevano i messaggi cifrati diplomatici del Giappone. Cinque giorni prima dell'attacco di Pearl Harbor, Tokyo ordinò alle sue ambasciate di bruciare i libri dei codici e di distruggere le macchine codificatrici.
Pochi giorni dopo, gli americani decifrarono un messaggio in quattordici parti diretto all'ambasciata giapponese a Washington. In un breve messaggio seguente veniva ordinato di consegnare la trasmissione per intero all'ambasciatore, il quale, a sua volta, l'avrebbe dovuto consegnare al Dipartimento di Stato americano alle ore 13:00 di domenica 7 dicembre (il giorno dell'attacco a Pearl Harbor). L'ufficiale addetto alla decrittazione, non essendo un tecnico esperto, fu costretto a ripetere il suo lavoro più volte. Il messaggio, infine, fu consegnato al Dipartimento di Stato alle 14:05, in ritardo di un'ora e appena quaranta minuti dopo l'inizio dell'attacco, avvenuto alle 13:25 del fuso orario di Washington (07:55 a Honolulu). Per ironia della sorte, quando il messaggio fu consegnato al Dipartimento di Stato, gli americani erano già a conoscenza del testo del messaggio stesso, avendolo già decifrato.

### Codici americani
Nello stesso periodo in cui i tedeschi impiegarono Enigma, gli americani utilizzavano SIGABA, una macchina rimasta segreto militare fino al 1996. Essa era così complessa che gli stessi tedeschi durante il conflitto smisero di cercare di violare il suo codice, credendola impenetrabile, e gli stessi crittoanalisti contemporanei trovano difficoltà nel decifrare i suoi messaggi.
I codici di sicurezza e le precauzioni americani erano però inadeguati all'inizio della seconda guerra mondiale e questo costò caro più ad altre nazioni che agli Stati Uniti stessi. Nell'agosto 1941, una spia italiana, che lavorava nell'ufficio di un militare americano di alto rango in missione diplomatica a Roma, ottenne una delle chiavi di sicurezza. La spia trovò una copia del codice "Black" americano, la fotografò e la ripose, senza essere scoperto e potendo poi consegnare tutto ai tedeschi.
Un altro ufficiale militare americano, il colonnello Bonner Frank Fellers, visitò il fronte britannico in Africa e documentò, inviando il rapporto a Washington, la forza, la posizione, i rifornimenti e molto altro riguardanti l'esercito inglese. L'E-Dienst intercettò il rapporto e consegnò le informazioni a Rommel.

### Midway
Nel giugno 1942, l'ammiraglio giapponese Yamamoto ideò un piano per attaccare e conquistare le Isole Midway e, come diversivo inviò una piccola forza navale verso le Isole Aleutine. Gli americani, che erano riusciti a decifrare il codice JN-25, intercettarono i messaggi nipponici e scoprirono in anticipo che il vero obiettivo era la posizione "AF" sulla mappa, che essi credevano potessero essere le Midway. Per esserne sicuri, fecero inviare un messaggio non cifrato dalle isole, il quale affermava che l'impianto di dissalazione dell’acqua era in avaria. In seguito, un messaggio cifrato giapponese confermò i sospetti americani dato che il messaggio stesso diceva che AF era a corto di acqua. Il contrammiraglio Robert Theobald fu inviato con una flotta di incrociatori e cacciatorpediniere per proteggere il fianco nord della forza di difesa principale. Durante l'attacco l'ammiraglio Chūichi Nagumo ordinò ai velivoli delle portaerei di armarsi con bombe incendiarie e a frammentazione per le operazioni di sbarco. Improvvisamente decise di riarmare gli aerei con i siluri per contrastare meglio le forze di Theobald. Gli aerei sulle piste delle portaerei però non potevano decollare finché i velivoli in volo non fossero atterrati e, in questo modo, gli americani ebbero il tempo di scovare la flotta giapponese e di attaccarla. Anche se le forze di Theobald non presero parte all'azione, gli aerei delle portaerei americane affondarono quattro portaerei nipponiche e un incrociatore pesante, costringendo il Giappone alla difensiva, in quello che sarebbe stato il punto cruciale della guerra nel Pacifico. I giapponesi avevano pianificato di cambiare i loro codici in aprile ma decisero di rinviare fino a dopo l'attacco alle Midway. Se avessero cambiato il sistema di cifratura dei messaggi la loro operazione avrebbe avuto successo.